# José Carlos Pinto Júnior
José Carlos Pinto Júnior (Alegrete, 13 de abril de 1850 — ?) foi um militar e político brasileiro.
Militar de carreira na artilharia, chegou a marechal. Depois de reformado foi eleito  deputado estadual, à 21ª Legislatura da Assembleia Legislativa do Rio Grande do Sul, de 1891 a 1895.
Lutou na Revolução Federalista, contra o Partido Federalista, sendo um de seus feitos mais notáveis a defesa da cidade do Rio Grande e entrada da Barra, na investida da esquadra comandada por Eduardo Wandenkolk.
Comandou a Brigada Militar, de 11 de fevereiro de 1897 até 15 de fevereiro de 1909, reorganizando-a integralmente, fazendo com que a corporação se preocupasse em preparar seus integrantes intelectual e tecnicamente, foram criadas, em cada unidade de tropa, as Escolas Regimentais que desenvolviam cursos de alfabetização, cujas aulas eram ministradas pelos oficiais das unidades.